# Aloys van de Vijvere

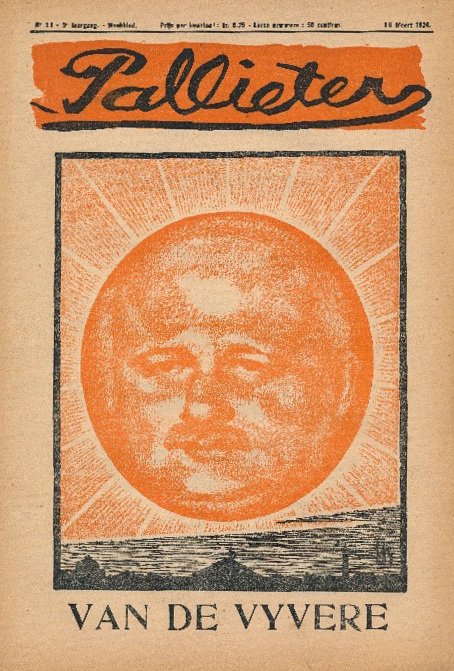
Aloys Van de Vyvere
(Jos De Swerts, 1924)

Aloys Maria Joseph Burggraf van de Vijvere (Vyvere) (* 8. Juni 1871 in Tielt; † 22. Oktober 1961 in Paris) war ein belgischer katholischer Politiker und Premierminister.

## Studium und berufliche Tätigkeiten
Das Studium der Rechtswissenschaften und der Philosophie schloss er jeweils mit der Promotion zum Doctor iuris und Doctor philosophae ab. Bereits während seiner Studienzeit engagierte er sich in der flämischen Bewegung sowie in sozialen Fragen. Nach dem Abschluss des Studiums der Rechtswissenschaften ließ er sich als Rechtsanwalt in Gent nieder.

## Politische Laufbahn

### Abgeordneter und Minister
Van de Vijvere begann seine politische Laufbahn mit der Wahl in die Abgeordnetenkammer. Dort vertrat er bis 1932 die Interessen der Katholieke Partij im Arrondissement Roeselare-Tielt.
Bereits am 17. Juni 1911 berief ihn Premierminister Charles de Broqueville in sein Kabinett. Dort war van de Vijvere bis zum 31. Mai 1918 zunächst Minister für Landwirtschaft und öffentliche Arbeiten (1911 bis 1912), Minister für Eisenbahnen (1912 bis 1914) und schließlich während des Ersten Weltkrieges von 1914 bis 1918 Finanzminister. 1918 wurde ihm der königliche Ehrentitel eines Staatsministers verliehen.
In den Nachkriegskabinetten von Henri Carton de Wiart und Georges Theunis war er 1920 bis 1924 Wirtschaftsminister sowie 1921 kurzzeitig auch Justizminister.

### Premierminister 1925
Nach dem Rücktritt der Regierung Theunis am 13. Mai wurde er Premierminister und Finanzminister einer Übergangsregierung. Seine Regierung, die überwiegend aus Ministern der Katholieke Partij und einigen Technokraten bestand, konnte jedoch auch nicht die Wirtschaftsprobleme der damaligen Zeit lösen und wurde bereits nach etwas mehr als einen Monat am 17. Juni 1925 gestürzt.

## Biographische Quellen
- Biographie auf der Homepage des Premierministers von Belgien (Memento vom 9. April 2004 im Internet Archive)
- Biographie Notizen in ars-moriendi.be

## Hintergrundliteratur
- “Cabinet Crisis”, Artikel im TIME-Magazine vom 22. Juni 1925